# Bagnara Calabra
Bagnara Calabra (hay đơn giản là Bagnara, tiếng Hy Lạp: Keramida) là một đô thị ở tỉnh Reggio Calabria trong vùng Calabria, Ý, có cự ly khoảng 100 km về phía tây nam của Catanzaro và khoảng 25 km về phía đông bắc của Reggio Calabria.
Đô thị Bagnara Calabra có các frazioni (các đơn vị cấp dưới, chủ yếu là các làng) Ceramida, Solano, và Pellegrina.
Bagnara Calabra giáp các đô thị: Melicuccà, Sant'Eufemia d'Aspromonte, Scilla, Seminara.
Dân Bagnara sông chủ yếu bằng ngư nghiệp và nông nghiệp. Trong thời gian gần đây, ở đây còn phát triển ngành du lịch.
Đây là quê hương của Benito Carbone, Loredana Berté và Mia Martini.

## Biến động dân số

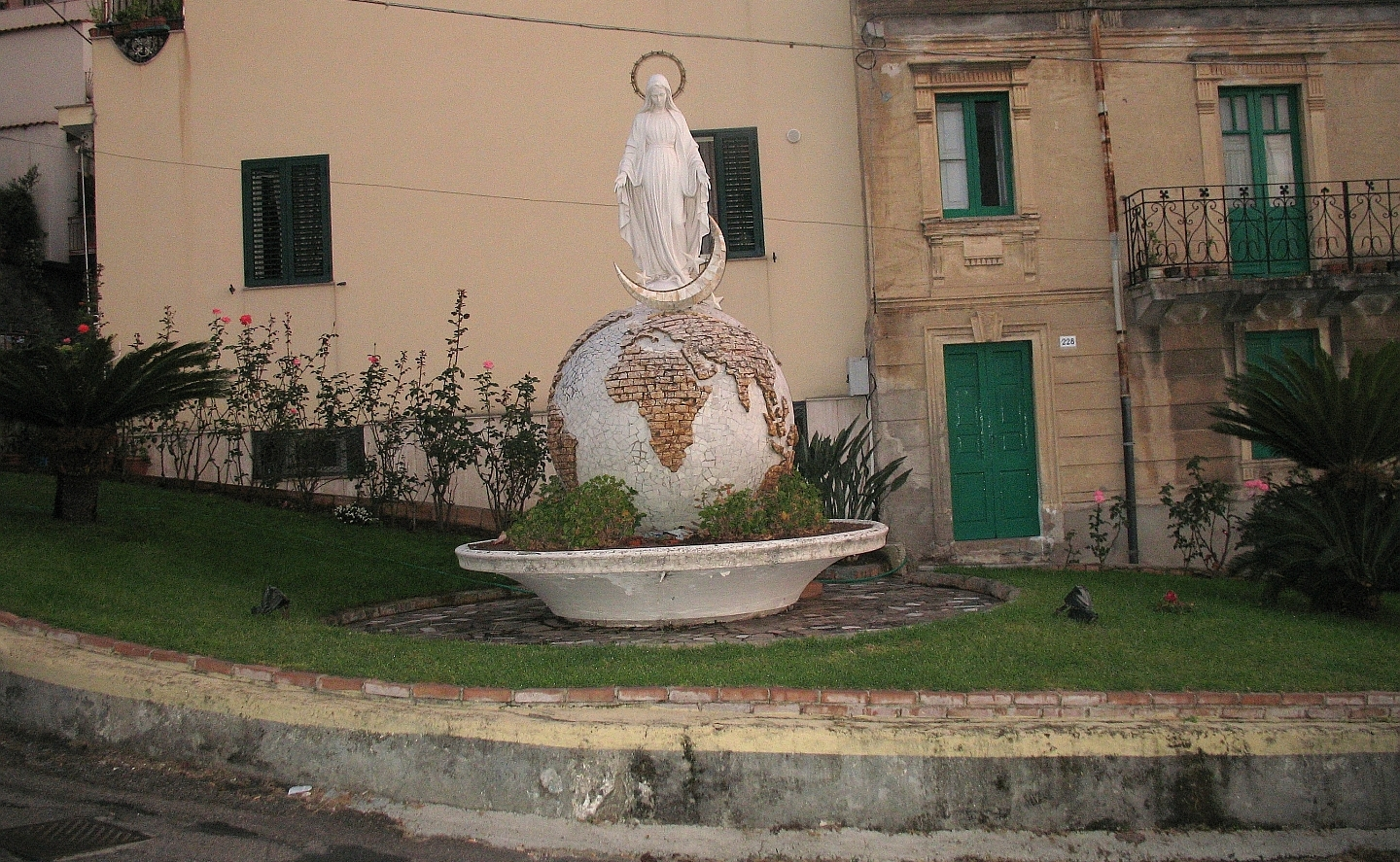
Madonna on Globe